# Lisa McPherson
Pour les articles homonymes, voir McPherson.
Lisa McPherson, née le 10 février 1959 à Dallas et morte le 5 décembre 1995 à Clearwater en Floride, est un membre de la scientologie. Elle est décédée d'une embolie pulmonaire alors qu'elle était sous la garde de la Flag Service Organization (FSO), une branche de l'Église de Scientologie. Sa mort provoqua une controverse sur les méthodes et pratiques qu'emploie cette secte.

## Biographie
Lisa McPherson était membre de l'Église de Scientologie depuis l'âge de 18 ans.

### Mort
À l'âge de 36 ans, elle est victime d'un accident de voiture. En état de choc, elle se déshabille dans la rue et est emmenée par les secours jusqu'à un hôpital proche pour des soins et une évaluation psychologique. Les scientologues insistent pour l'emmener dans un de leurs centres pour la prendre en charge.
Au bout de dix-sept jours, elle est emmenée en urgence, non à l'hôpital de la ville mais chez un médecin scientologue à quarante kilomètres de là (passant devant 4 hôpitaux différents sur le chemin). Lisa McPherson, était haletante et avait des difficultés à respirer pendant le trajet. Elle n'a plus de signes vitaux à son arrivée, et ne pourra pas être réanimée par l'équipe. L'autopsie conclue que la jeune femme serait morte de déshydratation.

## Enquête et procès
Le rapport du médecin légiste indique que Lisa est la victime d'un « homicide par négligence » et l'Église de Scientologie est inculpée de deux chefs d'inculpation : « abus et/ou négligence envers un adulte handicapé » et « pratique de la médecine sans autorisation/licence ». L'Église de Scientologie nie les résultats de l'autopsie et les accusations portées contre l'Église de Scientologie sont abandonnées après que le médecin légiste a changé la cause de la mort d'un statut « indéterminé » à un statut d'« accident » le 13 juin 2000. Un procès civil intenté par la famille contre l'Église est finalement réglé le 28 mai 2004 par un arrangement. L'Église de Scientologie évite ainsi les retombées d'un procès pour homicide.